# Csepel (merk)
Csepel is een historisch Hongaars merk van motorfietsen, pantservoertuigen, vliegtuigen, vrachtauto's en onderdelen als koppelingen, versnellingsbakken en inbouwmotoren.

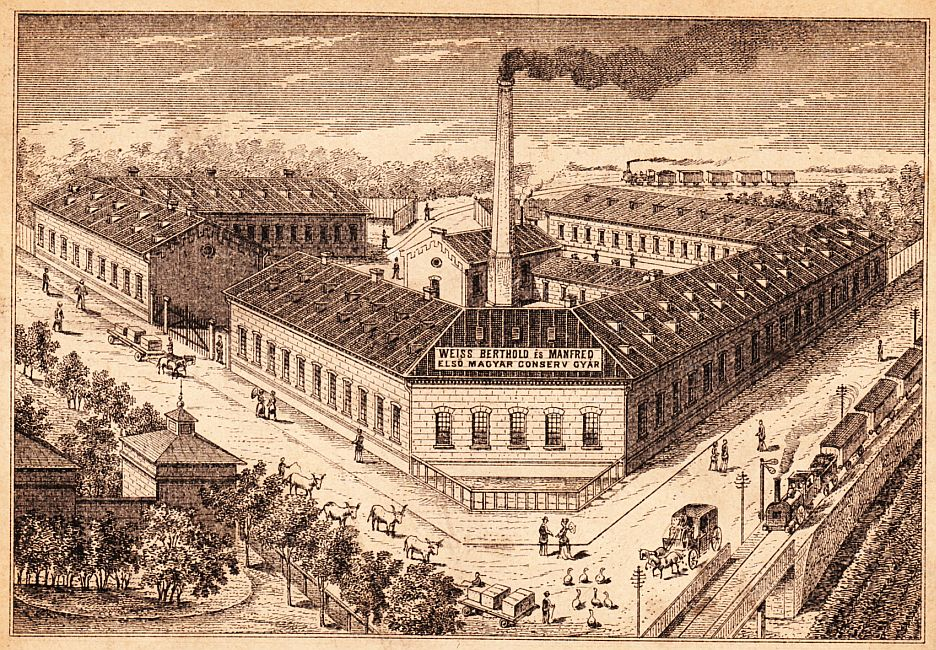
De conservenfabriek van de gebroeders Weiss in 1875

De bedrijfsnaam was: Weiss Mánfred Acél- és Fémművek (Mánfred Weiss Staal- en metaalfabriek) Csepel, later Mogürt, Budapest

## Geschiedenis
Aan het einde van de 19e eeuw was de ijzergieterij en conservenfabriek van Mánfred en Berthold Weiss op het eiland Csepel bij Boedapest een van de grootste fabrieken van Oostenrijk-Hongarije en tijdens de Eerste Wereldoorlog was het de tweede wapenfabriek van het land. Tijdens het interbellum ontwikkelde en produceerde het bedrijf kleine vrachtauto's, vierwielaangedreven voertuigen en vliegtuigen voor het leger. In 1944 was het concern van Mánfred Weiss de grootste producent van militair materieel in Hongarije. De SS nam via chantage het meerderheidsbelang van de Joodse families Weiss en Chorin over, waardoor 48 familieleden tegen betaling van 3 miljoen Reichsmark aan de holocaust konden ontkomen.
In 1947 werden de fabrieken in een staatsbedrijf ondergebracht en de export kwam in handen van het bedrijf Mogürt. In 1949 werd de voormalige vliegtuigfabriek omgebouwd tot autofabriek. Vanaf 1950 werden daar met behulp van een licentie van Steyr-Daimler-Puch vrachtauto's, motoren en andere onderdelen gefabriceerd. In 1990 verhuisde het hoofdkantoor naar Szigetszentmiklos in de wijk Csepel, maar de productie bleef op het eiland Csepel. De vrachtautoproductie werd in 1993 gestaakt, maar in de fabriek worden sindsdien onderdelen voor auto- en vrachtautofabrieken gemaakt.

### Motorfietsen
In 1939 begon Csepel met de productie van grote aantallen motorfietsen. Aanvankelijk lichte 100cc-modellen, later ook 125- en 250cc-modellen met de merknaam "Czepel". Vanaf 1954 werden de 250cc-modellen onder de merknaam Pannonia verkocht en de 125cc-modellen als Danuvia, naar de Danuvia maschinefabriek. In dezelfde fabriek produceerde men ook scooters onder de naam Tünde.
In de Verenigde Staten heetten deze machines White, naar de oprichter Mánfred Weiss. In 1975 werd de productie van motorfietsen beëindigd.
Het Nederlandse bedrijf Germaan verkocht vanaf 1949 Csepel-motorfietsjes onder haar eigen naam.

### Pantservoertuigen
- 39M Csaba, verkenningsvoertuig
- 43M Zrinyi, antitankvoertuig
- 44M Tas, gevechtstank (prototype)

### Vliegtuigen
Het bedrijf maakte vooral vliegtuigen die in licentie van andere bedrijven gemaakt werden en in een aantal gevallen ook werden doorontwikkeld
- Weiss Mánfred Hungária: doorontwikkeling van de Udet U 12
- Weiss Mánfred WM 9 Budapest: bommenwerper (prototype)
- Weiss Mánfred WM-10 Olyv: lesvliegtuig
- Weiss Mánfred WM-13: lesvliegtuig, doorontwikkeling van de WM-10
- Weiss Mánfred WM-16 Budapest II: bommenwerper afgeleid van de Fokker C.V
- Weiss Mánfred WM-20: lesvliegtuig, prototype
- Weiss Mánfred WM-21 Sólyom: bommenwerper, doorontwikkeling van de WM-16B, 1939–1944
- Weiss Mánfred WM-23 Ezüst Nyil: jachtvliegtuig, prototype uit 1940, doorontwikkeling van de Heinkel He 112
- Weiss Mánfred WM-123 Ezüst Nyil II: geplande doorontwikkeling van de WM-23
- Heinkel He 112: licentieproductie van het Duitse jachtvliegtuig.

### Vrachtauto's
In 1949 werd in de oude fabriek op het eiland Csepel begonnen met de productie van vrachtauto's met licenties van Steyr-Daimler-Puch. Vanaf 1958 werden de voertuigen ook geëxporteerd, maar voornamelijk naar de Comecon-landen. In de Sovjet-Unie, Polen, Egypte, de DDR, China, Nigeria en Syrië gebeurde de export via het bedrijf Mogürt. In die periode werden ook eigen ontwikkelingen doorgevoerd op het gebied van trekkers, 4x4 en 8x8 terreinvoertuigen, betonmixers, brandweerauto's, laadkranen en kiepwagens. Aanvankelijk werden eigen dieselmotoren gebruikt, maar later werden deze betrokken bij Rába in Győr.
In 1968 werd samen met Steyr de "Steyr 880" ontwikkeld. De Comecon besloot dat de bouw van vrachtauto's in Csepel beëindigd moest worden en dat er moest worden samengewerkt met de busfabriek Ikarus. Chassis werden geleverd aan het Poolse merk Star, waarbij de cabines van het Franse Chausson kwamen. Er werden nu grote aantallen bussen maar ook militaire voertuigen gebouwd.
In 1972 werd de eigen ontwikkeling van het militaire voertuig type D-566 afgerond. Dit model zou een alternatief moeten zijn voor de Ural-, de ZiL- en de Tatra-vrachtauto's, maar kwam niet tot zijn recht.
Vanaf 1990 werden vrachtautocarrosseriën betrokken van Sisu Auto in Finland en Tam in Slovenië en de dieselmotoren kwamen van Cummins in de Verenigde Staten.

## Afbeeldingen

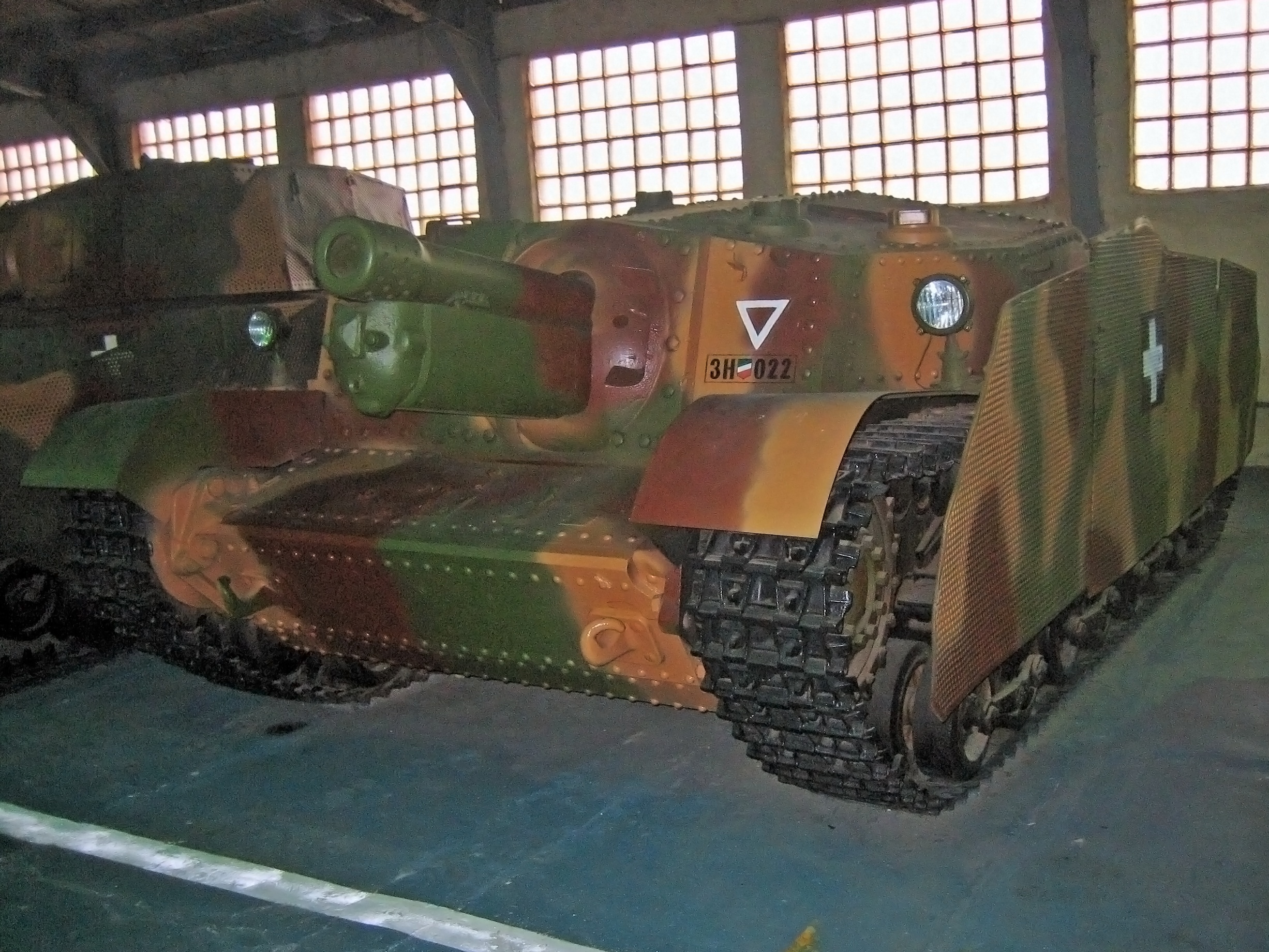
Jagdpanzer 43M Zrinyi
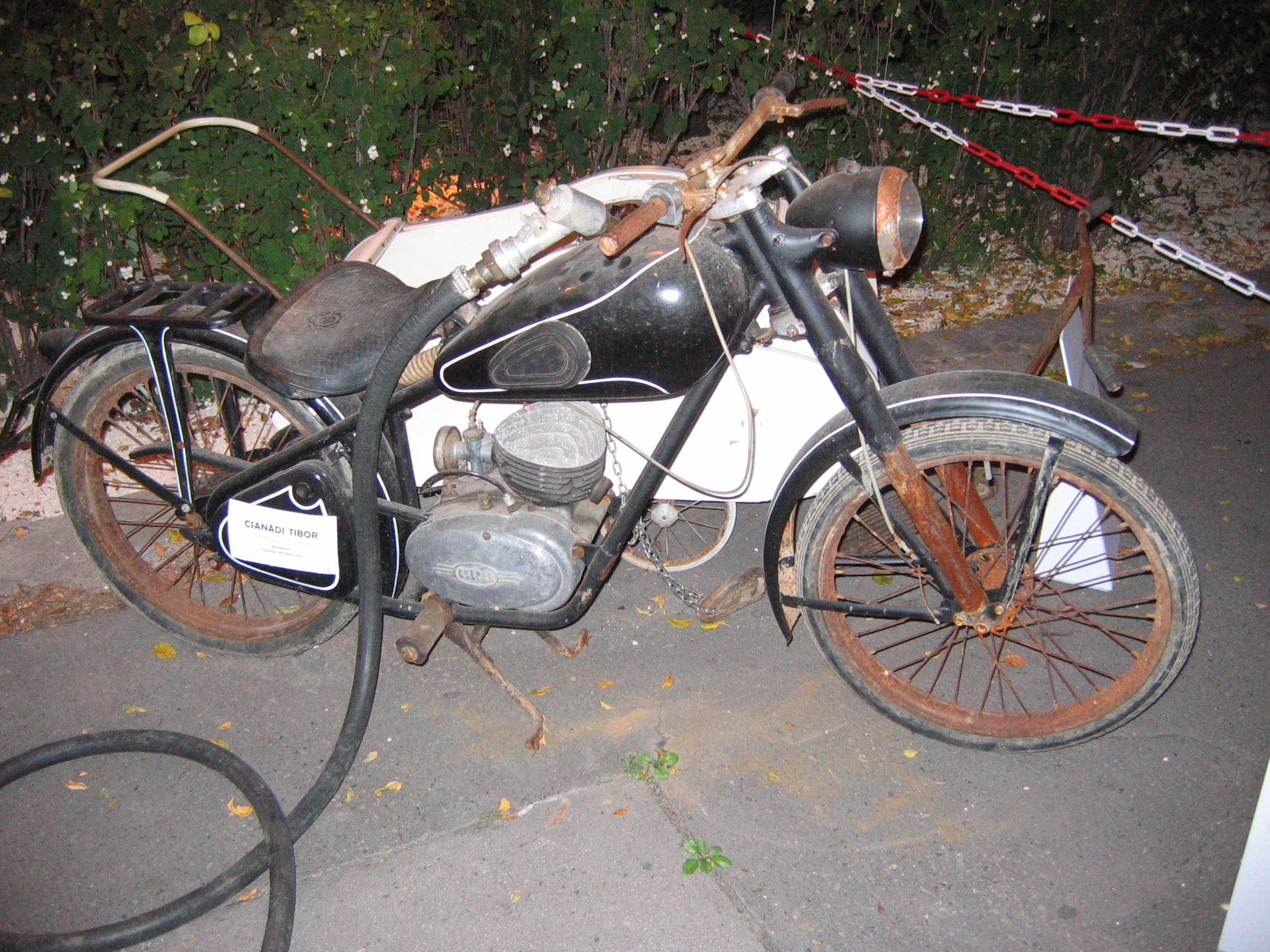
Csepel opknappertje...
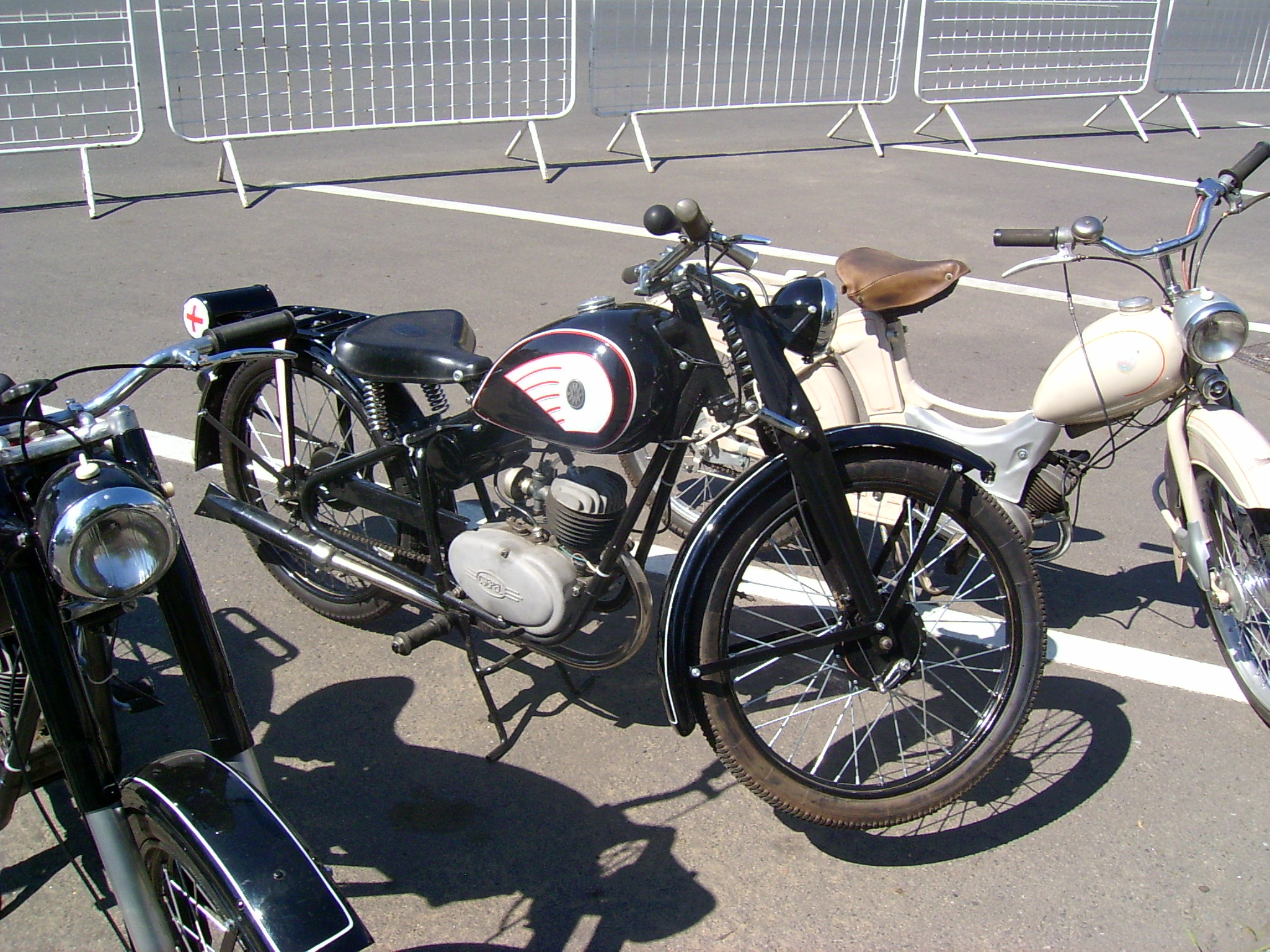
Csepel 100/48 uit 1948
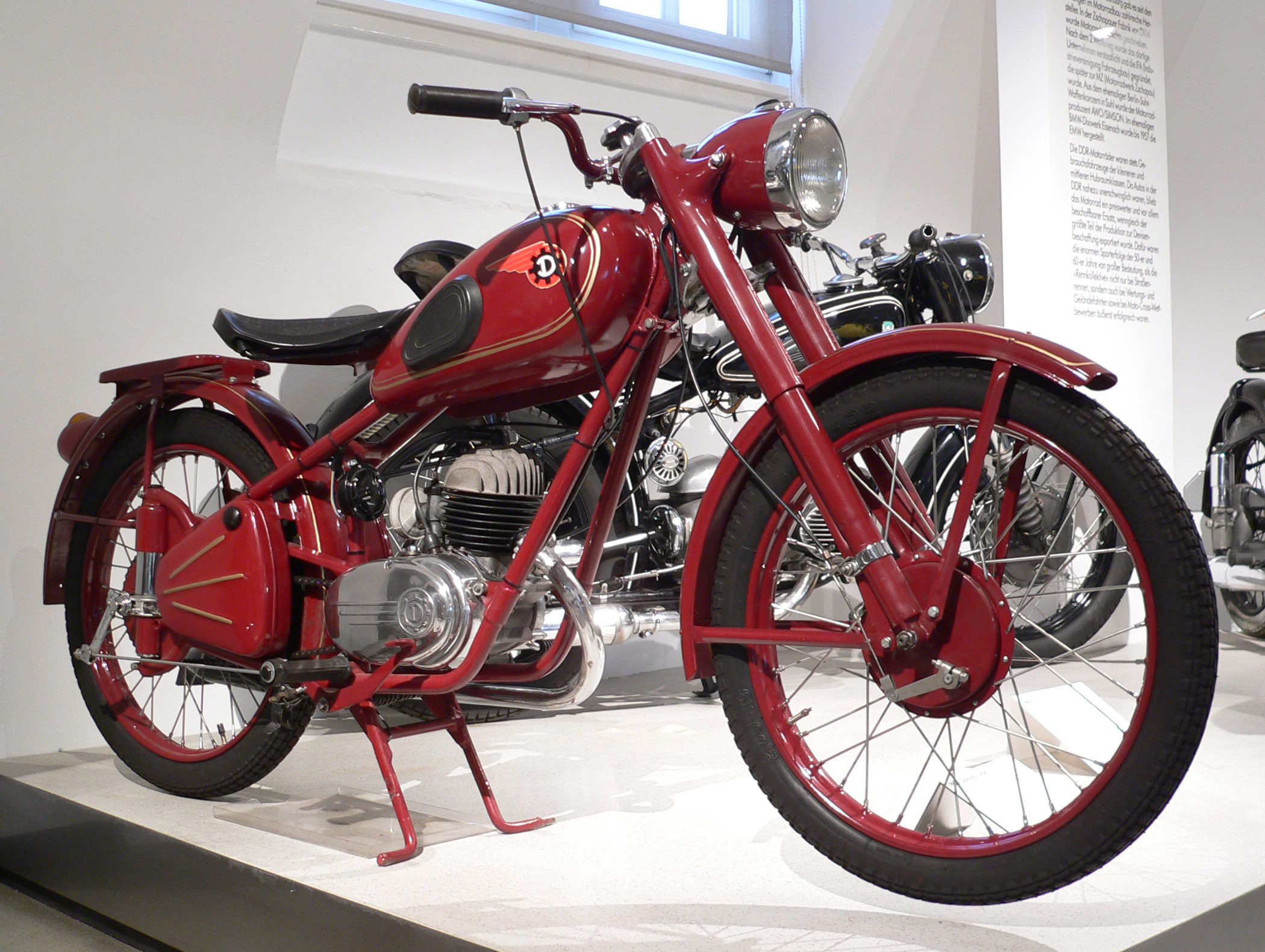
Danuvia 125 uit 1956
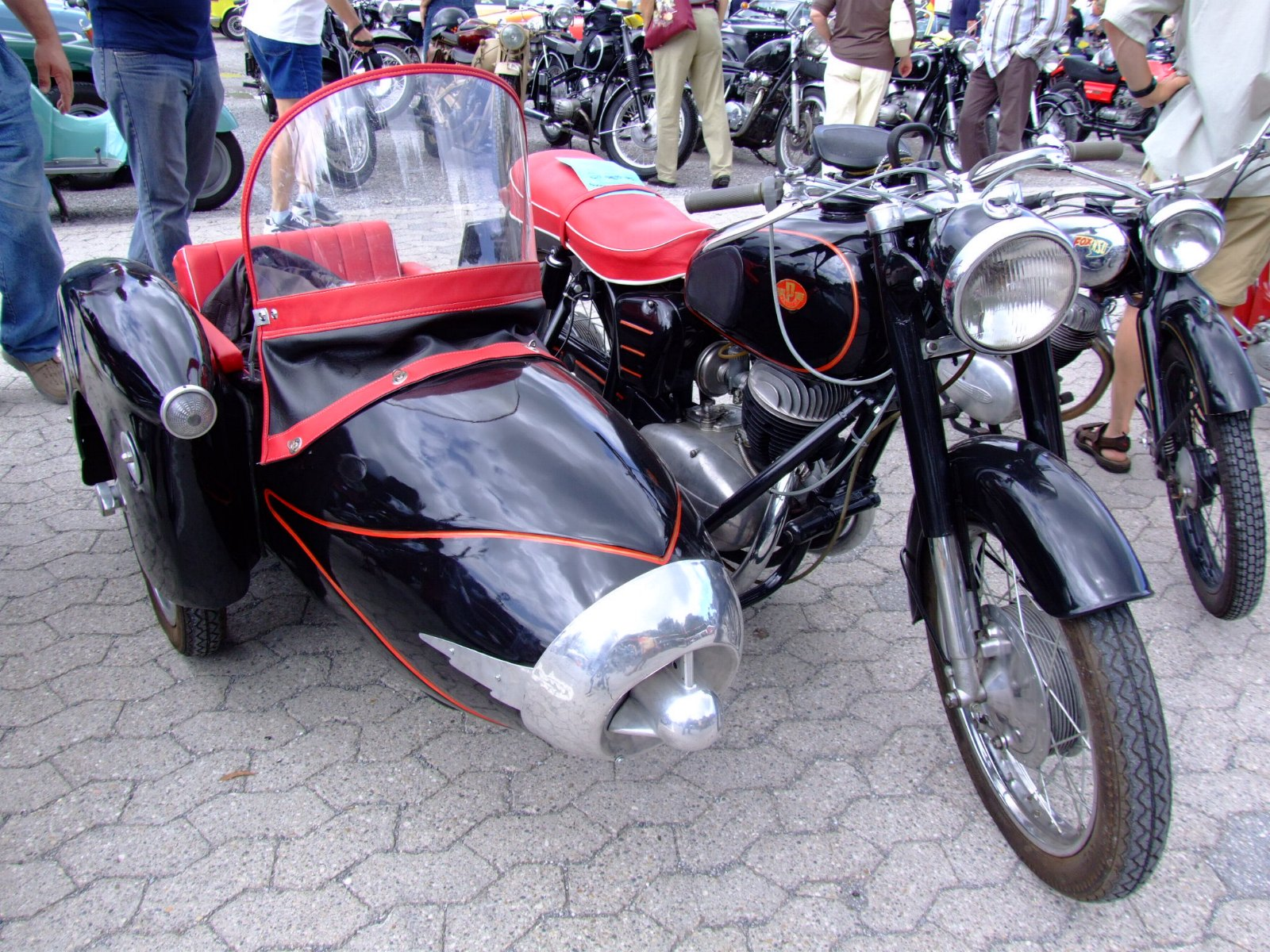
Pannonia Csepel 250 cc T1 uit 1959
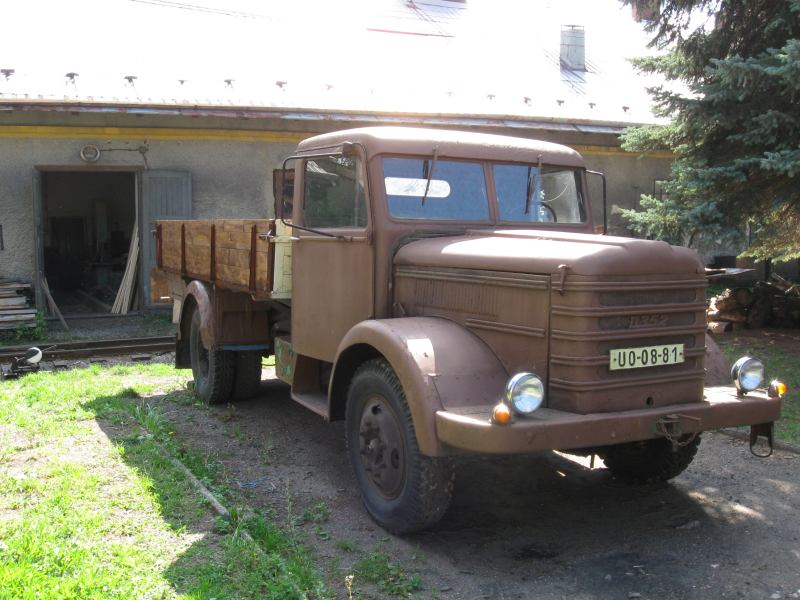
Csepel D 352
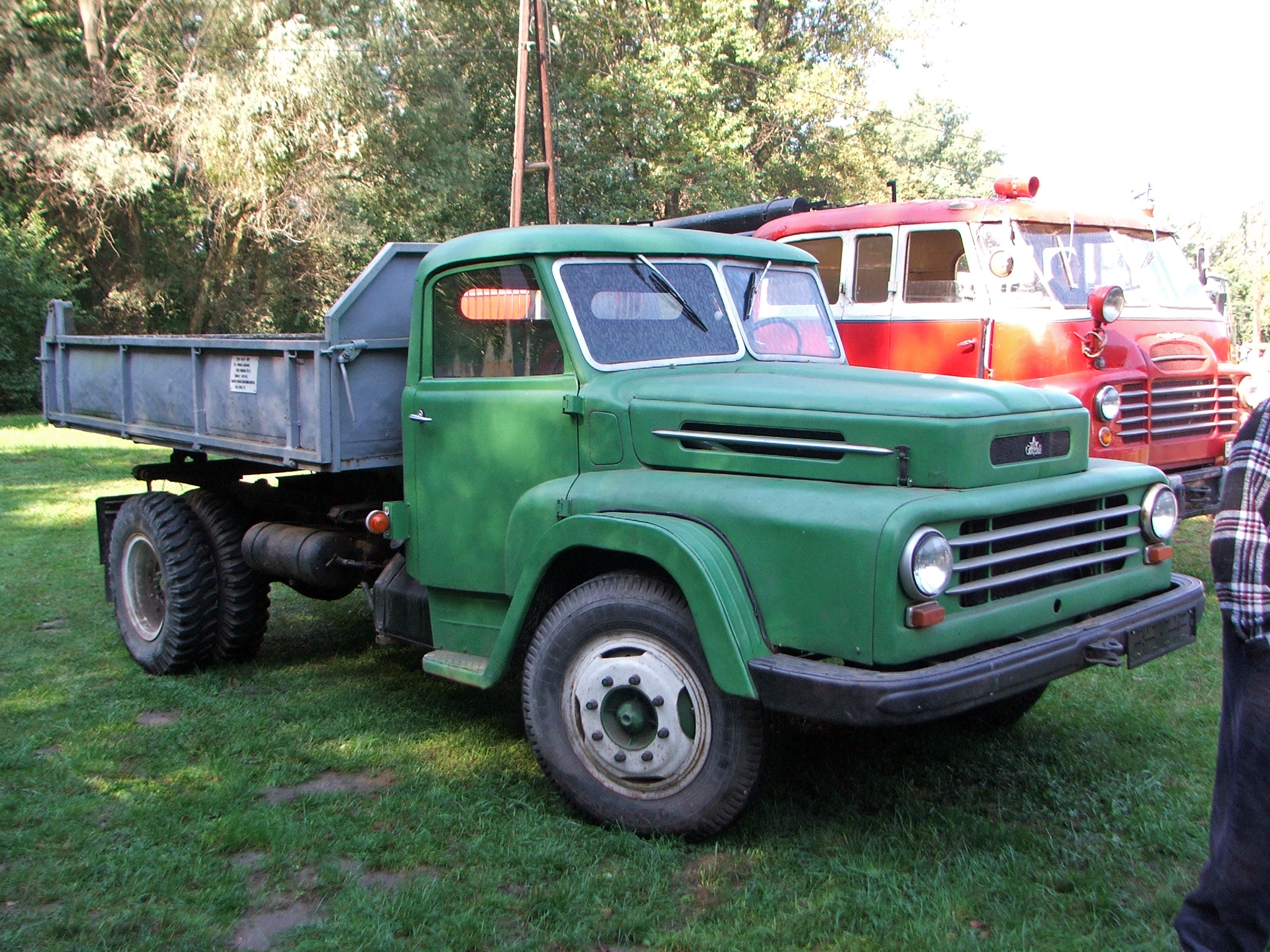
Csepel D 450
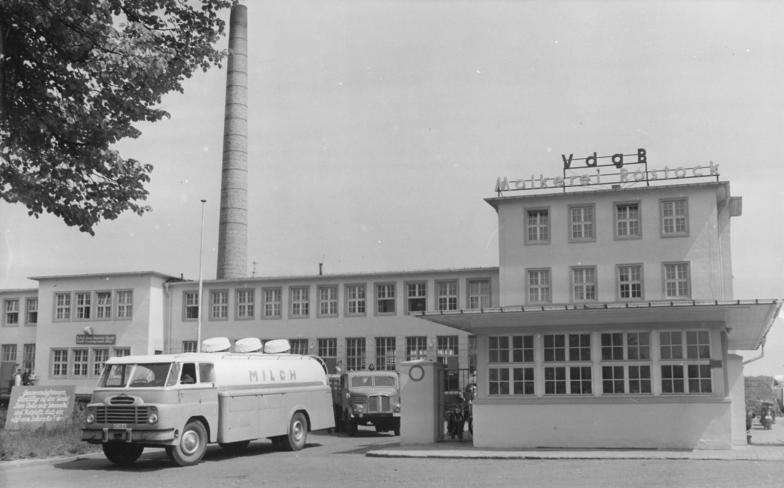
Csepel D 705